# 風天

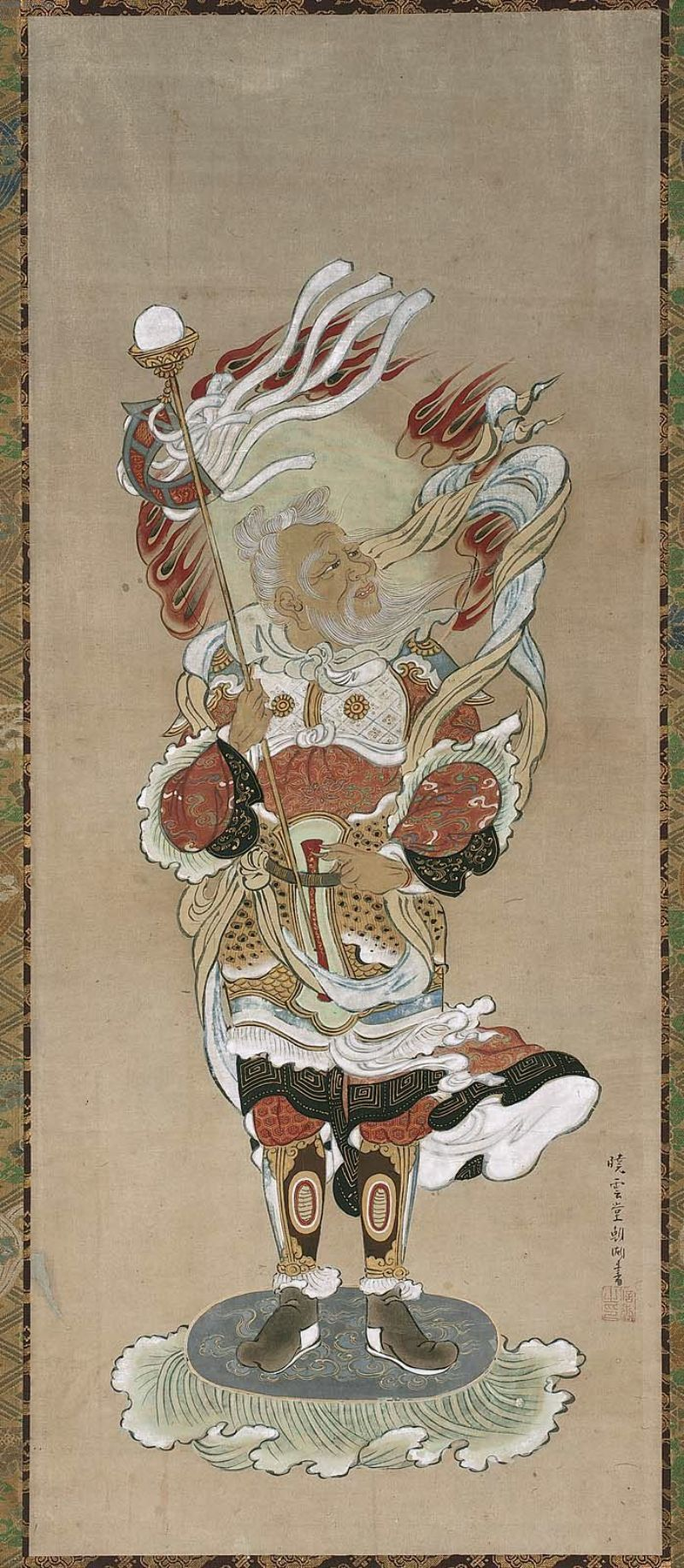
十二天像風天図（江戸時代、英一蝶・画）

風天（ふうてん、Skt：वायु, Vāyu）は、仏教における天部の一人で、十二天の一人。風を神格化したもので、インドのヴァーユが仏教に取り入れられたものである。
形象は、腕は2本で甲冑を着て片手に旗のついた槍を持ち、風天后・童子を眷属とするものがある。
種子字はवा（vā）。
両界曼荼羅や十二天の一尊として描かれるほかは、単独で信仰されることはあまり見られない。

## 真言
- 「オン バヤベイ ソワカ」[2]